# Heinz Braasch
Heinz Braasch (* 22. Januar 1920; † unbekannt) war ein deutscher Fußballspieler. Der Abwehrspieler im damaligen WM-System absolvierte nach dem Zweiten Weltkrieg von 1950 bis 1955 für  Altona 93 87 Ligaspiele in der erstklassigen Fußball-Oberliga Nord, in denen er drei Tore erzielte. Unmittelbar nach seiner Jugendzeit hatte Braasch aber bereits bei seinem Heimatverein in der Zeit des Zweiten Weltkriegs ab der Saison 1939/40 Spiele in der Gauliga Nordmark absolviert.

## Laufbahn
Der aus der AFC-Jugend gekommene Heinz Braasch sammelte in der Saison 1939/40 wie auch Helmut Brunck seine ersten Wettkampferfahrungen in der Gauliga Nordmark; bei Jahrgangskollege Heinz Mühle war das bereits 1938/39 erfolgt. Im Zweiten Weltkrieg war Braasch unter anderem in Frankreich stationiert und hatte mit seiner Kompanieelf auch an einem Trainingsspiel gegen die Pariser Soldatenelf teilgenommen.
Nach Ende des Zweiten Weltkrieges fand bereits am 16. Juli 1945 das erste große Ligaspiel in Hamburg statt. Der Hamburger SV setzte sich am Rothenbaum mit einem 2:0 gegen Altona 93 durch. Es folgten bis Ende 1945 fast wöchentlich Freundschaftsspiele, so auch gegen eine Kombination Blankenese/Wedel (5:3), wobei sich Braasch als dreifacher Torschütze auszeichnete. In der im Januar 1946 beginnenden Stadtliga Hamburg erreicht der AFC 1945/46 mit 17:7 Punkten hinter dem HSV und St. Pauli den 3. Rang. Mannschaftskameraden von Braasch waren unter anderem Greifenberg, Mühle, Kühl und Durin. In der als „Qualifikationsrunde“ ausgetragenen Serie 1946/47, die ersten vier Plätze wurden zur Runde 1947/48 in die neu eingeführte Fußball-Oberliga Nord aufgenommen, lief es für Braasch und Altona 93 nicht gut. Die ersten vier Plätze belegten St. Pauli, der Hamburger SV, Concordia und SC Victoria; Eimsbüttel und der AFC verfehlten auf den Rängen fünf und sechs die Oberligaaufnahme. Bereits der Punktespielauftakt brachte eine 3:4-Niederlage gegen den ETV, wobei der AFC über weite Strecken wegen einer Verletzung von Braasch nur mit zehn Spielern agieren konnte. Als am 15. Dezember 1946 im letzten Spiel der Herbstserie auf dem „Rothenbaum“ gegen den Hamburger SV ein 6:3-Sieg geglückt war, waren noch berechtigte Hoffnungen für die Oberligaaufnahme vorhanden. Im April/Mai 1947 verlor der AFC aber die Spiele gegen die führenden Mannschaften und so reichte es nur zum 6. Platz. Braasch lief zumeist als linker Verteidiger auf und im Angriff sorgten Durin (17), Risch (16), Mühle (15) und Kühl (11) für die meisten Treffer.
In der Zweitklassigkeit der Elbeliga Hamburg setzt sich Altona 93 in der Saison 1947/48 überlegen mit 32:4 Punkten und einem Torverhältnis von 62:12 durch und gewinnt die Meisterschaft mit 12 Punkten Vorsprung vor dem VfL Stade. Mit Hans Beeck bildete Braasch dabei das Verteidigerpaar. In den Aufstiegsspielen zur Oberliga Nord scheitert der AFC aber enttäuschend auf dem 5. Platz in der Gruppe gegenüber TuS Bremerhaven 93, Eimsbütteler TV und dem 1. SC Göttingen 05, welcher sich in einem Entscheidungsspiel um Platz 3 gegen den Itzehoer SV mit 3:0 durchsetzt hatte. Dadurch ging es für Braasch und Altona auch 1948/49 in der zweitklassigen Elbeliga weiter. In dieser Runde hatten Braasch und Kollegen aber keine Meisterschaftschance und damit auch keine Aufstiegsmöglichkeit: Der AFC landete 1948/49 in der Elbeliga auf dem 4. Rang. Braasch war wie auch Olmer, Kitzerow, Mühle, Zeidler und Torhüter Schwarz während der Runde auch in der Hamburger Auswahlmannschaft aufgelaufen.
Im dritten Anlauf glückte 1949/50 nach der erneuten Meisterschaft in der Elbeliga auch das Durchsetzen in der Aufstiegsrunde und damit der ersehnte Aufstieg in die Oberliga. Das entscheidende Aufstiegsspiel gewann der AFC am 18. Juni 1950 beim Blumenthaler SV mit 4:1. Dabei bildeten Heinz Schwarz (Torhüter), Hans Beeck, Adolf Warncke (Verteidiger), Karl Rullich, Helmut Schankin und Heinz Braasch (Läuferreihe) die Abwehrformation. Angreifer Reinhold Jackstell war der torgefährlichste Angreifer bei diesem Erfolg gewesen und Braasch war mit 30 Jahren mit Altona in die Oberliga Nord aufgestiegen.
Passend zum Aufstieg in die Erstklassigkeit der Oberliga Nord fand am 1. Mai 1950 das Einweihungsspiel der renovierten Adolf-Jäger-Kampfbahn vor 8.000 Zuschauern gegen den FC St. Pauli statt. Das Spiel gewann der AFC mit 5:4 Toren.
Mit einem Heimspiel gegen SV Arminia Hannover startete Altona am 21. August 1950 in die Oberliga Nord. Vor 7.000 Zuschauern ging der Gastgeber zwar mit zwei Treffern von Mühle in den Anfangsminuten (1./9. Minute) mit 2:0 in Führung, am Ende gewann die Arminia das Spiel aber mit 5:2 Toren. In der Abwehr war der Aufsteiger mit Torhüter Schwarz, dem Verteidigerpaar Kalkowski/Braasch und der Läuferreihe Münch, Rullich und Gorszka dabei angetreten. Am zweiten Spieltag stand am 28. August das Derby gegen den FC St. Pauli auf dem Programm. Vor 15.000 Zuschauern setzte sich der spätere Vizemeister am Millerntor mit 8:1 Toren durch und der AFC war mit 0:4 Punkten in die Saison gestartet. Damit waren erstmals die Rundeneinsätze von Braasch beendet. Der zuverlässige Verteidiger und Läufer konnte erst ab dem 11. März 1951 wieder in die Rundenspiele eingreifen. Es war bei einem 0:0 beim Derby gegen den Eimsbütteler TV. Mit 26:38 Punkten belegte der AFC den 15. Rang und stieg mit dem VfB Oldenburg und Itzehoer SV in die Amateurliga ab. Punktgleich mit Altona glückte Eintracht Osnabrück durch das knapp bessere Torverhältnis der Klassenerhalt. Braasch hatte zehn Oberligaspiele bestritten.
In der Amateurliga Hamburg errang der AFC hinter dem Harburger Turnerbund die Vizemeisterschaft und zog damit wieder in die Aufstiegsrunde zur Oberliga Nord ein. Hier mussten sich die Mannen um Braasch aber mit dem 3. Rang begnügen, stiegen aber nachträglich am 2. August 1952 wegen des Zwangsabstieges von Eintracht Braunschweig wegen versuchter Spielabsprache in die Oberliga Nord auf. Beim 2:1-Heimerfolg am 8. Juni 1952 gegen den Blumenthaler SV war der AFC in der Abwehr mit Horst Grandt (Torhüter), Helmut Brunck, Adolf Warncke (Verteidiger) und der Läuferreihe mit Werner Gorszka, Joachim Schröder und Heinz Braasch angetreten. Braasch hatte 1951/52 alle 33 Pflichtspiele in der Liga wie auch in der Aufstiegsrunde bestritten.
Der Oberligarückkehrer behauptete sich 1952/53 mit 32:28 Punkten in der Oberliga und erreichte den 6. Rang. Braasch hatte zusammen mit Torhüter Grandt, Verteidiger Keil, dem Außenläuferkollegen Gorszka und Angreifer Reich alle 30 Ligaspiele bestritten. Darunter waren spektakuläre Spiele wie das 7:4 gegen Werder Bremen, der 8:7-Erfolg bei Eintracht Osnabrück, ein 2:1 gegen VfL Osnabrück, ein 3:1-Auswärtserfolg bei St. Pauli und ein 7:0-Heimerfolg gegen den Harburger TB. Als der AFC im Weltmeisterschaftsjahr 1954 sogar den 3. Rang erreichte, war der 34-jährige Routinier immer noch in der Stammbesetzung und konnte auf 25 Ligaspiele (1 Tor) verweisen. Mit dem Spiel am 15. Mai 1955, einem 3:2-Heimerfolg gegen den VfL Osnabrück im Wiederholungsspiel, verabschiedete sich der 35-jährige Abwehrstratege auf der linken Defensivseite als Aktiver aus der Oberliga Nord. Die Abwehr von Altona war dabei mit Torhüter Betz, den Verteidigern Hentzschel und Keil, sowie in der Läuferreihe mit Kalkowski, Schröder und Braasch angetreten.
In vier Runden hatte der zuverlässige Kämpfer in der Oberliga Nord 87 Ligaspiele absolviert und dabei drei Tore erzielt. Dazu kamen noch seine Pflichtspieleinsätze für Altona in der Gauliga Nordmark, Stadtliga Hamburg und der Elbeliga mit diversen Aufstiegsrundeneinsätzen. Nach seiner Spielerkarriere war er noch als Trainer bei den Amateuren des AFC und TuS Finkenwerder tätig.